# Santa Maria de Senan
L'església de Santa Maria de Senan és un monument del municipi de Senan (Conca de Barberà) protegit com a bé cultural d'interès local.

## Descripció
és una església d'una sola nau, originàriament amb absis semicircular a la capçalera que va ser aterrat tardanament i cobert per una volta de canó apuntat que arrenca d'una imposta.
La portada d'accés primitiva està situada als peus de l'església. És d'arc de mig punt, i dos arcs adovellats en gradació assenyalen el cap alçament. A banda i a banda hi ha una columna amb capitell a la part superior sense cap mena d'ornamentació. Únicament apareix una decoració molt esquemàtica a la imposta de la qual arrenquen els arcs ja esmentats. Es tracta del cap d'un àngel, una pinya i una punta de diamant que evidencien una mà molt poc hàbil. La part més externa de les dovelles és recorreguda per un bordó a manera de guardapols. En conjunt la portalada és molt senzilla. El material constructiu és el carreu de pedra tallada amb cura a cops d'escoda i col·locada a la manera isòdoms.

## Història
Senant pertanyia a la família dels Granyena quan l'any 1173, per donació testamentaria d'un dels seus membres, va passar a dependre del priorat del Monestir de Ripoll a Montserrat. Fins a mitjans del segle xiii no va canviar novament de propietari; aleshores l'any 1264, per venda, l'adquirí el monestir de Poblet. En el document es detalla amb precisió tot allò que incloïa el castell i no es menciona per res l'existència de l'església. És possible que aleshores encara no fos bastida. Cal pensar que Poblet va mantenir fins molt avançat el segle xiv el costum de bastir segons la tipologia romànica i com a exemple d'això cal mencionar la construcció de l'església de Vinaixa en la qual hi van tenir un paper decisiu els monjos pobletans.